# Bogdan Novak
Bogdan Novak, slovenski pisatelj in časnikar, * 4. april 1944, Murska Sobota, Slovenija.

## Življenje
Bogdan Novak se je rodil 4. aprila 1944. Prva tri leta je preživel v Murski Soboti, nato pa se je z družino preselil v Ljubljano, natančneje v Rožno dolino. Po osnovni šoli je obiskoval Gimnazijo Bežigrad. Študiral je primerjalno književnost z literarno teorijo, a je študij po treh letih opustil. Zaposlil se je kot knjižničar v Ljudski knjižnici Bežigrad (danes se imenuje Knjižnica Bežigrad), zatem (leta 1972) pa pričel opravljati poklic novinarja.
Od leta 1972 pa do leta 1974 je bil redaktor v centralni redakciji Dnevnika, nato pet let Delov dopisnik iz Sarajeva, med letoma 1979 in 1980 namestnik glavnega in odgovornega urednika Teleksa, 1980 urednik centralne redakcije Dela, ob koncu poklicne kariere pa je bil tri leta odgovorni urednik in sedem let član uredništva Pavlihe. Ko je prevzel vlogo urednika v Pavlihi  je bil močno kritiziran zaradi svojega političnega nasprotovanja; takrat so svetovni mediji objavili čez 500 člankov o tem.
Leta 1972 je obiskal Srednjeafriško republiko, kjer je bil kot novinar gost Slovenijalesa. Tam je spoznal pigmejce in spomine nanje je strnil v enem izmed svojih številnih del (Temno srce). Od leta 1991 in tja do upokojitve leta 2005 je Novak deloval kot samostojni književnik. Ilustrator je Boris Jurc.
Ne pišem za predal, ampak za ljudi.— —Bogdan Novak, intervju v reviji Bukla, september 2006 – dostopno na spletnem naslovu: http://www.bukla.si/index.php?prikaz=intervjuBukla&id_intervju=162.
Zanimivosti
- Ožja družina Novak (bratje, sestra, oče) je sodelovala pri več kot 500 knjigah (prevodi, samostojne knjige, uredništvo ipd.).
- V družini Novak se je z literaturo ukvarjalo okoli dvajset oseb (pisanje člankov, knjig, novel, pesmi, založništvo). Brat Bogdana Novaka Andrej in njegova družina imajo v lasti založbo Vale Novak.
- Po izposoji knjig v knjižnicah je že dolgo uvrščen med prvih pet avtorjev.[3]
- Prosti čas preživlja z gobarjenjem in občasnim kuhanjem.

## Dela

### Mladinska književnost
- Zvesti prijatelji (1992–1993) zbirka desetih knjig mladinskih povesti (COBISS)
- Zaletenci (1993) priredba ljudskih pravljic (COBISS)
- Banda v hosti (1993) povest (COBISS)
- Puščica (1994) roman (COBISS)
- Kekec in divji mož (1994) povest (COBISS)
- Otroci z našega dvorišča (1995) pravljice (COBISS)
- Ninina pesnika dva (1995, 2022) ljubezenski roman (COBISS)
- Spopad na Rožniku (1995) povest (COBISS)
- Zelena pošast (1995) grozljivka (COBISS)
- Zaljubljeni vampir (1995) grozljivka (COBISS)
- Božiček (1996) pravljična povest (COBISS)
- Čarobni jantar (1996–1999) zbirka treh knjig otroških povesti (Roparski vitez (COBISS), Zvon želja (COBISS), Jok na zmajskem gradu (COBISS))
- Strašljiva strahovica (1996) znanstvenofantastična povest (COBISS)
- Jaz sem blazno vate (2001) pesmi (COBISS)
- Samotna hiša (2003) povest (COBISS)
- Miškin rdeči nosek (2004) slikanica (COBISS)
- Lovci na petardarje (2004) povest (COBISS)
- Temno srce (2004) povest (COBISS)
- Pekel sredi raja (2005) povest (COBISS)
- Podgana v pasti (2006) povest (COBISS)
- Geniji (2006) proza (COBISS)
- Srce izgubljenega polža (2011) kratka proza (COBISS)
- Zgodbice za lahko noč (2010) slikanica (COBISS)
- Zgodbice za dobro jutro (2010) kratka proza (COBISS)
- Zgodbice za dober dan (2010) kratka proza (COBISS)
- Življenje na Marsu (2008) kratka proza (COBISS)
- Super špon (2007) roman (COBISS)
- Gozdni samotar (2006) roman (COBISS)
- Usodni piknik (2006) roman (COBISS)
- Bela past (2005) roman (COBISS)
- Hudobna graščakinja (2005) roman (COBISS)
- Pozor, hud pes! (2005) roman (COBISS)
- Grajski strah (2005) roman (COBISS)
- Morska skrivnost (2005) roman (COBISS)
- Zvezde bodo ugasnile, če povem jim svojo zgodbo (2020) roman (COBISS)

### Dela za odrasle
Romani
- Na drugi strani Ljubljanice (1982) (COBISS)
- Drugo življenje (1987) (COBISS)
- Puščava (roman) (1997) (COBISS)
- Lipa zelenela je (1997–2000) epska serija (COBISS)
- Niki (2004) (COBISS)
- Babje leto (2005) (COBISS)
- Pasja grofica – Resnična Napoleonova ljubezen (2006) (COBISS)
- Zdomci med brati (2009) (COBISS)

### Kriminalke
- Umor na plaži (1989) tri kriminalne zgodbe (COBISS)

### Dela v tujih jezikih
- Zdomci među bračom (Tužna je nedelja) 1., 2. in 3. zvezek (Beograd 1989) roman (COBISS)
- Banda u šumi; prevedel Vojin V. Ančić (Beograd 2005) (COBISS)

### Feljton
- Pavlihova frača (1991) (COBISS)

### Avtobiografija
- Dnevi pod Rožnikom (1994) (COBISS)

### Satirični priročnik
- Šola za pijance (2002) (COBISS)

### Aforizmi
- Misli v tabletah (2005) (COBISS)

### Anekdote
- Novinarske race (2006) (COBISS)

### Poezija
- Pesem o kralju Matjažu (2007) junaški ep, upesnjen po ljudskih motivih (COBISS)

## Opisi izbranih del za mladino in otroke
- Ninina pesnika dva je mladinski ljubezenski roman, v katerem Novak opisuje življenje dveh najstnikov na Poljanski gimnaziji. Omenjena je tudi prekmurska pesem Vsi so venci vejli.
- Otroška slikanica Miškin rdeči nosek govori o miški Polonci, ki je nekega dne, tako kot Grdi raček, zagledala svojo podobo v jezeru. Zaskrbljena je ugotovila, da ima rdeč nos. Polonca ne ve, ali je z njo kaj narobe, ali je bolna ali pa imajo morda vse miške rdeče nosove. Pomagati ji ne morejo ne sova, ne veter, ne sonce. Do naravne mišje barve nosu ji pomaga mama. Nauk zgodbe: včasih je najboljše zdravilo ljubezen.
- Zvon želja je druga knjiga iz zbirke Čarobni jantar. Junaki se odpravijo na Blejski grad in se srečajo z umetnostnim zgodovinarjem Stoparjem, ki jim razloži podrobnosti o gradu in zvonu želja v njem.
- Podgana v pasti je pripoved o Petru Maliju, ki je s prijatelji ustanovil skrivno društvo. Kot prvo, so si vsi člani izbrali skrivna imena, nato pa ime dodelili še društvu - Klapa Petra Malega (po poglavarju), skrivno ime pa je bilo Kozličkova klapa. Njihova prva naloga je bila znebiti se moškega, katerega pravo ime je Ganimed, a ga otroci kličejo podgana. Ta gospod ima zelo rad majhne fante, katerim kupuje bonbone, sladoled, kokakolo, jih vabi v kino in podobno. Klapa desetletnega dečka se je temu uprla in ga spravila za zapahe.
- Zbirka desetih knjig Zvesti prijatelji sodi med taborniško avanturistično prozo. Govori o skupini tabornikov (Uroš, Gorazd, Bor, Aleš, Miha, Luka, Barbara, Kristina, Tanja, Andreja, Petra, vodja Laci) in njihovih dogodivščinah. Zbirka se primerja tudi z zbirko Enid Blyton, Pet prijateljev.
- Geniji je kratka prozna zbirka za mlade, ki jo je napisalo 11 uveljavljenih sodobnih slovenskih mladinskih pisateljev (Bogdan Novak, Tone Partljič, Dim Zupan, Janja Vidmar, Maja Novak in drugi). Poudarek je na težavah odraščanja. Naslov Geniji ima kar 3 pomene – ime založbe, mladostniki, ki berejo in pisatelji, ki so napisali knjigo zanje.
- Lovci na petardarje je kratka, duhovita in napeta mladinska pripoved o otrocih, ki v naselju in pred osnovno šolo uživajo v metanju petard. Roman, učenec te šole in najbolj navdušen nad petardami, nekega dne vrže petardo pred Branko. Ta začasno oslepi. Kasneje se pred šolo pojavijo rolkarji, ki razkrinkajo Romana in vse njegove prijatelje, ki se ukvarjajo s preprodajo petard. Zgodbo popestri ljubezen med Branko in Gorazdom.

## Priznanja in nagrade
Leta 1978 je za svoje ustvarjanje prejel nagrado Tomšičevega sklada, leta 1998 pa še knjižnično nagrado, ki jo izbirajo mladi bralci po Sloveniji, Moja najljubša knjiga, za delo Ninina pesnika dva. 